# IAAF Indoor Permit Meetings
O IAAF Indoor Permit Meetings, antigamente World Indoor Meetings, é uma competição anual indoor de atletismo organizada pela International Association of Athletics Federations (IAAF).

## Meetings

### Permit meetings
| Meeting                       | Arena                       | Cidade     | País           |
| ----------------------------- | --------------------------- | ---------- | -------------- |
| Weltklasse in Karlsruhe       | Europahalle                 | Karlsruhe  | Alemanha       |
| New Balance Indoor Grand Prix | RLTAC                       | Roxbury    | Estados Unidos |
| Russian Winter Meeting        | CSKA Arena                  | Moscou     | Rússia         |
| Indoor Flanders Meeting       | Flanders Sports Arena       | Gante      | Bélgica        |
| Aviva Indoor Grand Prix       | National Indoor Arena       | Birmingham | Reino Unido    |
| GE Galan                      | Ericsson Globe              | Estocolmo  | Suécia         |
| Sparkassen Cup                | Hanns-Martin-Schleyer-Halle | Stuttgart  | Alemanha       |
| Meeting Pas de Calais         | Stade Couvert               | Liévin     | França         |

### Meetings formadores
| Meeting                            | Arena                        | Cidade      | País           |
| ---------------------------------- | ---------------------------- | ----------- | -------------- |
| Millrose Games                     | MSG                          | Nova Iorque | Estados Unidos |
| Athina                             | Peace and Friendship Stadium | Atenas      | Grécia         |
| Reunión Internacional de Atletismo | Luis Puig Palace             | Valência    | Espanha        |